# Campbell Richard Hardy
Sir Campbell Richard Hardy, britanski general, * 1906, † 1984.
V letih 1955−1959 je bil Komandant general Kraljevih marincev.